# Вольфганг Боргер
Вольфганг Боргер (нім. Wolfgang Borger; 3 квітня 1913, Майнц — 2 вересня 1944, Норвезьке море) — німецький офіцер-підводник, капітан-лейтенант крігсмаріне.

## Біографія
3 квітня 1936 року вступив на флот. В квітні-серпні 1940 року пройшов курс підводника. З 10 серпня 1940 року — 2-й вахтовий офіцер на підводному човні U-94. З жовтня 1940 року — 2-й, потім 1-й вахтовий офіцер на U-34. З вересня 1941 року — 1-й вахтовий офіцер на плавучій базі підводних човнів «Ізар», з липня 1942 року — на U-251. В травні-червні 1943 року пройшов курс командира човна. З 19 серпня 1943 року — командир U-394, на якому здійснив 2 походи (разом 76 днів у морі). 2 вересня 1944 року U-394 був потоплений в Норвезькому морі південно-східніше острову Ян-Маєн (69°47′ пн. ш. 04°10′ сх. д.) ракетами і глибинними бомбами бомбардувальника «Свордфіш» з британського ескортного авіаносця «Віндекс», британських есмінців «Кеппель» та «Вайтхолл» і шлюпів «Мермейд» та «Пікок». Всі 50 членів екіпажу загинули.

## Звання
- Кандидат в офіцери (3 квітня 1936)
- Морський кадет (10 вересня 1936)
- Фенріх-цур-зее (1 травня 1937)
- Оберфенріх-цур-зее (1 липня 1938)
- Лейтенант-цур-зее (1 жовтня 1938)
- Оберлейтенант-цур-зее (1 жовтня 1940)
- Капітан-лейтенант (1 серпня 1943)

## Нагороди
- Нагрудний знак підводника (4 жовтня 1942)
- Залізний хрест 2-го класу (1943)